# Patxi Goenaga
Pour les articles homonymes, voir Mendizabal.
Patxi Goenaga Mendizabal, né en 1948 à Azpeitia, est un linguiste, professeur et académicien basque espagnol de langue basque et espagnole.

## Biographie
Patxi Goenaga est diplômé en philosophie et en lettre à l'université de Deusto. Doyen de la faculté de philologie de l'université, il y est actuellement professeur.
En 1995, il est nommé membre de l'Académie de la langue basque, et participe à différents comités de travail sur la langue basque, tout en étant secrétaire général.
Il travaille principalement dans les domaines de la grammaire et de la syntaxe. Son œuvre la plus connue est Gramatika bideetan (la voie de la grammaire).